# Palovaara (kulle i Finland, Lappland, Tornedalen)
Palovaara är en kulle i Finland. Den ligger i Övertorneå kommun i landskapet Lappland, i den norra delen av landet, 700 km norr om huvudstaden Helsingfors. Toppen på Palovaara är 185 meter över havet. Palovaara ligger vid sjön Palolompolo.
Terrängen runt Palovaara är huvudsakligen platt. Runt Palovaara är det mycket glesbefolkat, med 2 invånare per kvadratkilometer.